# Алмашу-Мік (Сирбі, Біхор)
Алмашу-Мік (рум. Almașu Mic) — село у повіті Біхор в Румунії. Входить до складу комуни Сирбі.
Село розташоване на відстані 432 км на північний захід від Бухареста, 19 км на північний схід від Ораді, 119 км на захід від Клуж-Напоки.

## Населення
За даними перепису населення 2002 року у селі проживали 175 осіб.
Національний склад населення села:
| Національність | Кількість осіб | Відсоток |
| -------------- | -------------- | -------- |
| румуни         | 161            | 92,0%    |
| цигани         | 13             | 7,4%     |

Рідною мовою назвали:
| Мова      | Кількість осіб | Відсоток |
| --------- | -------------- | -------- |
| румунська | 161            | 92,0%    |
| циганська | 13             | 7,4%     |